# اس‌وی تناشس
اس‌وی تناشس (به انگلیسی: SV Tenacious) یک کشتی است. این کشتی در سال ۱۹۹۸ ساخته شد.